# Hermann Diem
Hermann Diem (* 2. Februar 1900 in Stuttgart; † 27. Februar 1975 in Tübingen) war ein evangelischer Pastor und Theologe. Er vertrat in der Zeit des Nationalsozialismus als Schüler und Freund Karl Barths den radikalen Flügel der Bekennenden Kirche, die sogenannten „Dahlemiten“. Nach 1945 setzte er sich für eine Fortsetzung dieser Tradition ein und initiierte dazu die Kirchlich-theologische Arbeitsgemeinschaft, die 1947 das Darmstädter Wort mitverfasste und herausgab. Seit 1950 gehörte er zu den entschiedenen Gegnern der deutschen Wiederbewaffnung und Atombewaffnung.

## Leben
Hermann Diem wuchs in einer Stuttgarter Handwerkerfamilie auf. Er hatte einen jüngeren Bruder, Harald Diem (1913–1941), der 1938 ebenfalls Pastor wurde und am 28. November 1941 an der Ostfront fiel.
Ein frühes prägendes Erlebnis für Diem war der Ruhrkampf von 1920, über den er später berichtete.
In seiner theologischen Ausbildung setzte er sich besonders mit Sören Kierkegaard auseinander, über den er schon 1928 ein Buch veröffentlichte und dessen Werke er später herausgab.
1934 wurde er Pfarrer und erhielt seine erste Pfarrstelle in Ebersbach an der Fils (Württemberg), die er bis 1956 bekleidete. Zudem schrieb er theologische Artikel im Gefolge Karl Barths, zuerst in der Zeitschrift Zwischen den Zeiten um die Dialektische Theologie, später in der von Barth gegründeten Schriftenreihe Theologische Existenz heute. Im Juni 1934 nahm er an der Synode der Bekennenden Kirche (BK) in Wuppertal-Barmen teil und vertrat dann im Kirchenkampf konsequent die dort verabschiedete Barmer Theologische Erklärung.
Auf der 2. Bekenntnissynode von Berlin-Dahlem wurde der Aufbau einer eigenen Kirchenleitung der BK beschlossen und jede Zusammenarbeit mit staatlichen Stellen und Kirchenleitungen der Deutschen Christen strikt abgelehnt. Diese Beschlüsse vertrat Diem offensiv in der dazu gegründeten Württemberger Kirchlich-Theologischen Sozietät, deren Vorsitzender er 1936 wurde. Er verfasste theologische Gutachten, die u. a. die Übereinstimmung der Barmer Erklärung mit den Bekenntnisschriften der evangelisch-lutherischen Kirche herausstellten, um konfessionell-lutherische Vorbehalte zu entkräften. Auch die lutherische Zwei-Reiche-Lehre relativierte und interpretierte er im Sinne der Barthschen Lehre von der Königsherrschaft Christi über alle Lebensbereiche.
Der württembergische Landesbischof Theophil Wurm, der keine Bekenntnissynode einberief, befürwortete die Zusammenarbeit mit den „Kirchenausschüssen“ unter Kirchenminister Hanns Kerrl. Dazu empfahl er den Pfarrern und Religionslehrern 1937, den von den Staatsbeamten geforderten „Treueid“ auf Adolf Hitler abzulegen. Diem widersprach dem energisch und predigte öffentlich dagegen. Auch von der Kirchenleitung empfohlene Dankgottesdienste für Hitlers außenpolitische „Erfolge“ lehnte er strikt ab. 1938 schrieb die Kirchenleitung den Pfarrern den Führereid vor. Daraufhin verfasste Diem eine Verweigerungserklärung, die 50 Mitglieder seiner Sozietät gemeinsam unterschrieben und in ihren Gottesdiensten verlasen.
Gemeinsam mit Freunden – darunter die Sozietätsmitglieder Kurt Müller, Richard Gölz, Paul Schempp und ihre Ehefrauen – versteckte Diem bedrohte Juden (Württembergische Pfarrhauskette). Zuverlässige Pastorenfamilien und Gemeindeglieder bildeten dazu ein konspiratives Netz, quartierten die als „Bombenflüchtlinge“ getarnten Juden mindestens alle zwei Wochen in neue Häuser um, verständigten einander bei Polizeikontrollen mit verschlüsselten Botschaften, verhalfen ihren Schützlingen zu falschen Pässen, statteten sie mit Proviant aus und halfen ihnen, in die Schweiz zu fliehen.
1941 forderte Diem Bischof Wurm in einem persönlichen Brief auf, zum 3. Advent ein gemeinsames deutliches „Wort zur Judenfrage“ herauszugeben, was Wurm verweigerte. Diem war auch Mitglied im nach dem Münchner Verlagsbuchhändler Albert Lempp benannten „Lemppschen Kreis“, der seine Zusammenkünfte als „Bibelstunden“ deklarierte, um dort illegal den Schweizer Rundfunk und die BBC abzuhören, Vorträge und Protestbriefe von Karl Barth (der nach seiner Zwangsentlassung 1934 den Kirchenkampf von der Schweiz aus aktiv begleitete) zu vervielfältigen und in Deutschland zu verbreiten.
Im März 1943 verfasste Diem im Anschluss an ein solches Treffen den „Münchner Laienbrief“ zum bevorstehenden Osterfest. Es handelte sich um einen Entwurf für einen öffentlichen kirchlichen Protest gegen die Judenverfolgung, in dem es hieß:
Als Christen können wir es nicht länger ertragen, dass die Kirche in Deutschland zu den Judenverfolgungen schweigt...
Was uns treibt, ist zunächst das einfache Gebot der Nächstenliebe, wie es Jesus im Gleichnis vom barmherzigen Samariter ausgelegt und dabei ausdrücklich jede Einschränkung auf den Glaubens-, Rassen- oder Volksgenossen abgewehrt hat. Jeder 'Nichtarier', ob Jude oder Christ, ist heute in Deutschland der 'unter die Mörder Gefallene', und wir sind gefragt, ob wir ihm wie der Priester und Levit oder wie der Samaritaner begegnen. Von dieser Entscheidung kann uns keine 'Judenfrage' entbinden. Vielmehr hat die Kirche ... zu bezeugen, dass die Judenfrage primär eine evangelische und keine politische Frage ist.
[Die Kirche] hat dabei insbesondere jenem 'christlichen' Antisemitismus in der Gemeinde selbst zu widerstehen, der das Vorgehen der nichtchristlichen Welt gegen die Juden, bzw. die Passivität der Kirche in dieser Sache mit dem 'verdienten' Fluch über Israel entschuldigt und die Mahnung des Apostels an uns Heiden vergißt: 'Sei nicht stolz, sondern fürchte dich. Hat Gott die natürlichen Zweige nicht verschont, daß er vielleicht auch dich nicht verschone' (Röm 11,20f ).
Dem Staat gegenüber hat die Kirche diese heilsgeschichtliche Bedeutung Israels zu bezeugen und jedem Versuch, die Judenfrage nach einem selbstgemachten politischen Evangelium zu 'lösen', d. h. das Judentum zu vernichten, aufs äußerste zu widerstehen als einem Versuch, den Gott des Ersten Gebots zu bekämpfen.
Sie hat im Namen Gottes – also nicht mit politischen Argumenten... – den Staat davor zu warnen, dass er 'den Fremdlingen, Witwen und Waisen Gewalt antut' (Jer 7,9 ), und ihn zu erinnern an seine Aufgabe einer gerechten Rechtsprechung in einem ordentlichen und öffentlichen Rechtsverfahren aufgrund humaner Gesetze, ... an seinen Rechtsschutz für die Unterdrückten, an die Respektierung gewisser 'Grundrechte' seiner Untertanen und so fort.
Die Kirche muß bekennen, daß sie als das wahre Israel in Schuld und Verheißung unlösbar mit dem Judentum verknüpft ist... Sie darf nicht länger versuchen, vor dem gegen Israel gerichteten Angriff sich selbst in Sicherheit zu bringen. Sie muß vielmehr bezeugen, daß mit Israel sie und ihr Herr Jesus Christus selbst bekämpft wird.
Dieses Zeugnis der Kirche muss öffentlich geschehen, sei es in der Predigt, sei es in einem besonderen Wort des bischöflichen Hirten- und Wächteramtes ...
Helmut Hesse, Absolvent der illegalen Pastorenausbildung der BK, las am 6. Juni 1943 bei einer von seinem Vater Hermann Albert Hesse einberufenen Bekenntnisversammlung Teile der Eingabe öffentlich vor. Vater und Sohn wurden daraufhin wegen Verstoßes gegen das „Heimtückegesetz“ inhaftiert und verhört, wodurch die Münchner Eingabe der Gestapo bekannt wurde. Helmut Hesse starb im November 1943 im KZ Dachau. Diem wurde trotz seiner den Behörden bekannten Oppositionshaltung nicht verhaftet und überlebte das Kriegsende.
Nach 1945 gehörte er zu den entschiedenen Gegnern der kirchlichen Restauration, die der nun als „Sprecher der BK“ auftretende Bischof Wurm mit vorantrieb. Um die BK-Traditionen von Barmen und Dahlem in der Nachkriegszeit fortzusetzen, gründete Diem mit etwa 80 Gesinnungsfreunden, darunter dem Schweizer Markus Barth und dem Franzosen George Casalis, im Oktober 1946 in Bad Boll eine „Kirchlich-Theologische Arbeitsgemeinschaft“ (KTA), der sich der BK verbundene Gemeinden, Pastoren und Hochschultheologen aus ganz Deutschland anschlossen. Diem hatte zusammen mit Paul Schempp den Vorsitz inne.
Am 7. August 1947 gehörte Diem zu einer Gruppe von sieben Theologen, die das von Karl Barth und Hans Joachim Iwand verfasste Darmstädter Wort abschließend überarbeiteten und als Vertreter des Bruderrats der Evangelischen Kirche in Deutschland unterzeichneten. Es wurde zu einer Wegmarke der friedenspolitisch und radikaldemokratisch engagierten Minderheit im deutschen Protestantismus, die eine reformatorische Wort-Gottes-Theologie vertraten und aus dem Versagen der Christen im „Dritten Reich“ einen gesamtdeutschen Demokratischen Sozialismus als dem Evangelium gemäße politische Ordnung folgerten.
Von Beginn an gehörte Diem zu den kompromisslosen Gegnern der deutschen Wiederbewaffnung in West und Ost. Er unterschrieb als erster westdeutscher Vertreter eine am 30. und 31. Januar 1950 erschienene Erklärung der KTA zur Erhaltung des Friedens, in der es hieß:
Es steht nicht in unserer Macht, über Krieg oder Frieden zu entscheiden. Aber jeder ist gefragt, ob er einen Krieg für eine Lösung des weltpolitischen Konfliktes hält. Ein Krieg, wie er auch ausgeht, würde keine Lösung der umstrittenen Probleme bedeuten. Vernichtung und Opfer von unvorstellbarem Ausmaß werden in einem künftigen Krieg auch den Sieger um jeden Gewinn bringen. Wer aber damit rechnet, daß dieser Krieg früher oder später doch ausbrechen müsse, arbeitet damit schon auf diesen hin.
Gestern wurde die Lösung der Lebensfrage unseres Volkes in einem Krieg gesucht. So ist es zur heutigen Lage gekommen. Diesen Weg dürfen wir morgen nicht von neuem gehen. Darum bitten wir die Regierungen und die Glieder unseres Volkes, mögen sie parteipolitisch, berufsständisch, gewerkschaftlich, kirchlich gebunden sein oder nicht: Tut das, was heute Deutschen möglich und geboten ist, um den Krieg zu verhindern: Lehnt jede Aufforderung oder Erlaubnis zur Wiederaufrüstung Deutschlands ab. Widersteht jeder offenen oder geheimen Vorbereitung dazu. Verzichtet heute auf alles Soldatentum. Verweigert den Wehrdienst in jeder Form.
Im selben Jahr erhielt Diem einen Lehrauftrag für Religionspädagogik und Praktische Theologie an der Theologischen Fakultät der Universität Tübingen. 1957 wurde er ordentlicher Professor und Mitglied der Kammer für öffentliche Verantwortung der EKD. 1964/65 war er Rektor der Universität. Er blieb Hochschullehrer bis zu seinem Tod. Sein Sohn Martin Diem (1939–2014) war promovierter Jurist und Verwaltungsrichter in Sigmaringen.
Im Februar 1958 gehörte er zu den 44 Universitätsprofessoren, die einen Aufruf an die Gewerkschaften verabschiedeten, einen politischen Streik gegen die atomare Bewaffnung der Bundesrepublik zu organisieren.

## Schriften (Auswahl)
- Philosophie und Christentum bei Sören Kierkegaard. Kaiser, München 1929.
- Kritischer Idealismus in theologischer Sicht. Eine Auseinandersetzg mit Heinrich Barth. Kaiser, München 1934.
- Warum Textpredigt? Kaiser, München 1939.
- Kirche und Entnazifizierung. Denkschrift der Kirchlich-Theologischen Arbeitsgemeinschaft. Kohlhammer, Stuttgart 1946.
- Restauration oder Neuanfang in der Evangelischen Kirche? Mittelbach, Stuttgart 1946.
- Luthers Predigt in den zwei Reichen (= Theologische Existenz heute N.F. 6). Kaiser, München 1947. Neuabdruck in: Gerhard Sauter (Hrsg.): Zur Zwei-Reiche-Lehre Luthers (= Theologische Bücherei Bd. 49). Kaiser, München 1973.
- Predigten aus Ebersbach. Kohlhammer, Stuttgart 1948.
- Die Kirche zwischen Rußland und Amerika (= Theologische Existenz heute N.F. 10). Kaiser, München 1948.
- Grundfragen der biblischen Hermeneutik (= Theologische Existenz heute N.F. 24). Kaiser, München 1950.
- Theologie als kirchliche Wissenschaft. Handreichung zur Einübung ihrer Probleme. Kaiser, München 1951.
- Theologie als kirchliche Wissenschaft. Band 2: Dogmatik. Ihr Weg zwischen Historismus und Existentialismus. Kaiser, München 1955.
- Sören Kierkegaard. Spion im Dienste Gottes. S. Fischer, Frankfurt 1957.
- mit Werner Loch: Erziehung durch Verkündigung. Quelle & Meyer, Heidelberg 1959.
- mit Martinus J. Langeveld: Untersuchungen zur Anthropologie des Kindes. Quelle & Meyer, Heidelberg 1960.
- Theologie als kirchliche Wissenschaft. Band 3: Die Kirche und ihre Praxis. Kaiser, München 1963.
- Theologie in der Gemeinde. Kreuz Verlag, Stuttgart 1963.
- Sine vi sed verbo. Aufsätze, Vorträge, Voten (= Theologische Bücherei Bd. 25). Kaiser, München 1965.
- Wie wenig haben wir geholfen! In: Heinrich Fink (Hrsg.): Stärker als die Angst. Den sechs Millionen, die keinen Retter fanden. Union, Berlin 1968, S. 132–140.
- Der Sozialist in Karl Barth. Kontroverse um einen neuen Versuch, ihn zu verstehen. In: Evangelische Kommentare 5, 1972, S. 292–296
- Ja oder Nein. Fünfzig Jahre Theologie in Kirche und Staat. Kreuz Verlag, Stuttgart 1974, ISBN 3-7831-0429-7
- Der Ruhrkampf von 1920. Deutungen und Wahrnehmungen von Martin Niemöller, Hermann Diem und Ernst Troeltsch. In: Kirche im Revier 1, 1997, S. 4–14

### Als Herausgeber
- Kierkegaard (Auswahl). Fischer Bücherei 109. Hamburg 1956.
- Sören Kierkegaard: Die Krankheit zum Tode. Furcht und Zittern. Die Wiederholung. Der Begriff der Angst. Gesamtausgabe der Werke in vier Einzelbänden. Herausgegeben von Hermann Diem und Walter Rest. Deutscher Taschenbuch Verlag, München 2005, ISBN 3423133848.
- Sören Kierkegaard: Einübung im Christentum · Zwei kurze ethisch-religiöse Abhandlungen · Das Buch Adler oder Der Begriff des Auserwählten. Hrsg. von Hermann Diem und Walter Rest unter Mitwirkung von Niels Thulstrup und der Kopenhagener Kierkegaard-Gesellschaft, ISBN 3-423-13385-6.

## Einzelbelege
1. ↑  Mitarbeiterliste von „Zwischen den Zeiten“
2. ↑  Mitarbeiter bei der „Theologischen Existenz heute“
3. ↑  Marcus Zecha: Hermann Diem. Kompromissloser Streiter für eine lebendige Kirche. In: ders.: Mutige Christen im NS-Staat. Göppingen 2002, ISBN 3-933844-39-8.
4. ↑  Dokument VEJ 11/15. In: Dokument VEJ 11/22 In: Lisa Hauff (Bearb.): Die Verfolgung und Ermordung der europäischen Juden durch das nationalsozialistische Deutschland 1933–1945 (Quellensammlung), Band 11: Deutsches Reich und Protektorat Böhmen und Mähren April 1943–1945. Berlin/Boston 2020, ISBN 978-3-11-036499-6, S. 136–138.
5. ↑  Anneliese Feurich, Ernst Woit: Christliches Friedensengagement und Pazifismus in den geistigen Kämpfen unserer Zeit (Dresdner Studiengemeinschaft Sicherheitspolitik DSS 2001)
6. ↑  Archivierte Kopie (Memento des Originals vom 19. Oktober 2014 im Internet Archive)  Info: Der Archivlink wurde automatisch eingesetzt und noch nicht geprüft. Bitte prüfe Original- und Archivlink gemäß Anleitung und entferne dann diesen Hinweis.
7. ↑  Reinhard Scheerer: Ex oriente pax. Eine Geschichte der Christlichen Friedenskonferenz (CFK), Band I, BoD Norderstedt 2019, S. 57

| Personendaten    | Personendaten                               |
| ---------------- | ------------------------------------------- |
| NAME             | Diem, Hermann                               |
| KURZBESCHREIBUNG | deutscher evangelischer Pastor und Theologe |
| GEBURTSDATUM     | 2. Februar 1900                             |
| GEBURTSORT       | Stuttgart                                   |
| STERBEDATUM      | 27. Februar 1975                            |
| STERBEORT        | Tübingen                                    |